# Щетинин, Михаил Васильевич
Князь Михаил Васильевич Щетинин — московский дворянин и воевода во времена правления Михаила Фёдоровича
Из княжеского рода Щетинины. Единственный сын князя Василия Григорьевича Щетинина по прозванию «Борода».

## Биография
В 1624 году первый воевода Передового полка в Михайлове. В 1627-1640 годах московский дворянин. В 1626 и 1633 годах воевода в Переславле-Рязанском. В июле 1634 года упомянут воеводою Сторожевого полка в Крапивне по «крымским вестям». В 1640-1641 годах воевода во Владимире на Клязьме, где по царской грамоте предоставил Спасо-Ефимьеву монастырю право собирать таможенную пошлину с однодневного сбора в селе Коврове.

## Семья
От брака с неизвестной имел детей:
- Князь Щетинин Богдан Михайлович — стольник (1658—1668).